# Kymograaf
Een kymograaf is een apparaat dat een mechanische beweging grafisch tegen de tijd weergeeft. Het toestel werd aanvankelijk vooral bij farmacologische experimenten gebruikt. Later kwamen daar andere toepassingen bij, bijvoorbeeld om luchtdrukschommelingen mee te registreren. De eerste kymograaf werd ontworpen door Thomas Young. In 1847 kwam Carl Ludwig met zijn versie. Deze werd gebruikt om de beweging van een kikkerpoot grafisch weer te geven.

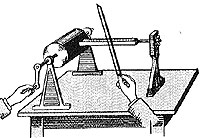
Kymograaf van Thomas Young, 1907

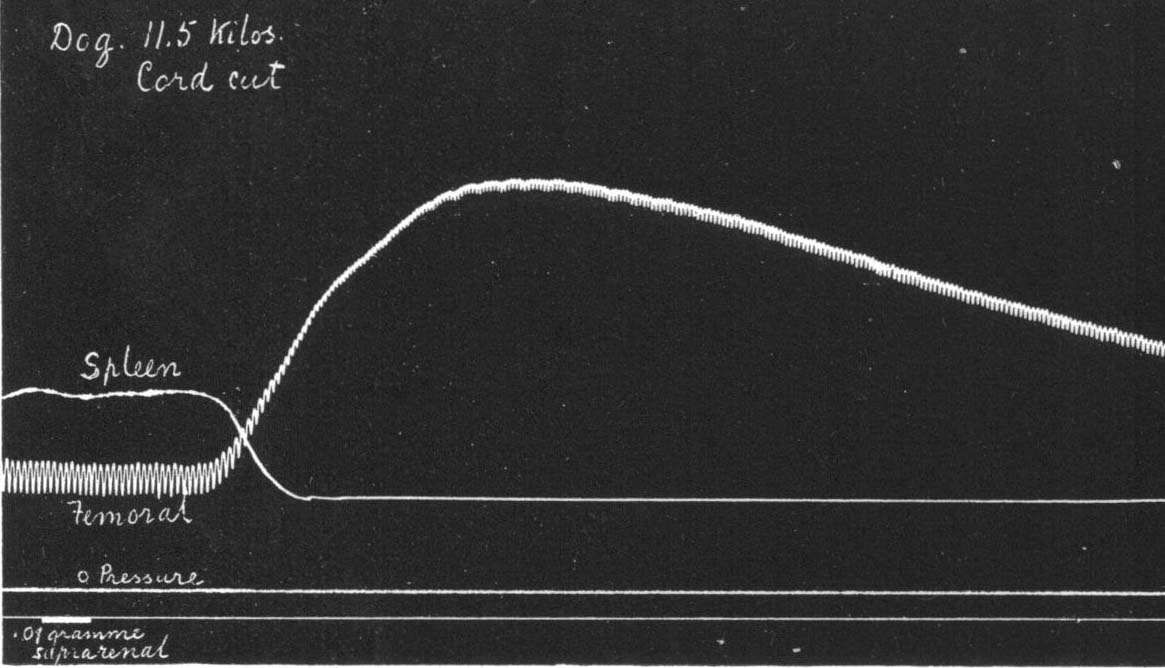
De resultaten van een experimenteel onderzoek naar het effect van een bijnierextract op de bloeddruk en de milt

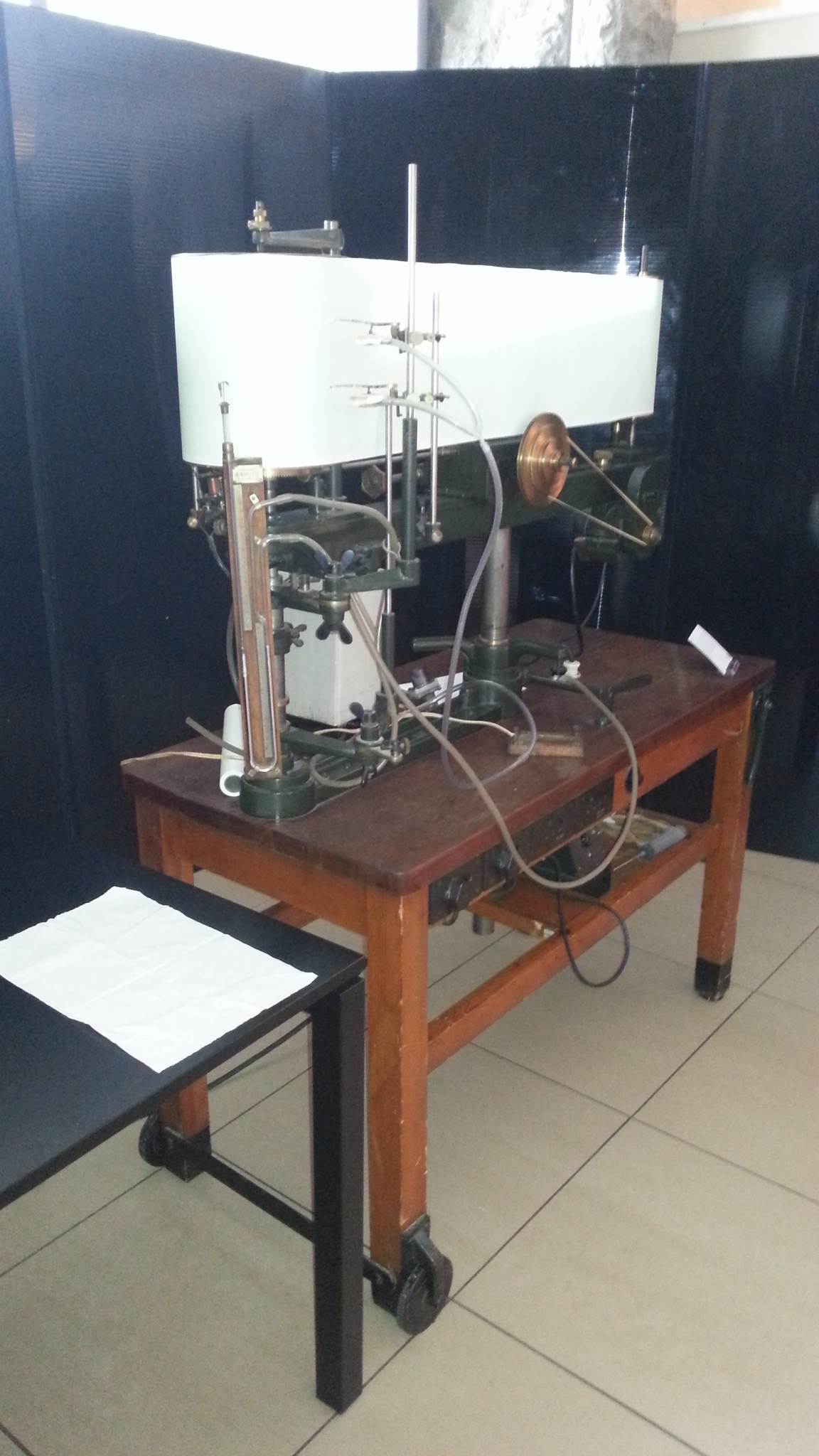
Kymograaf in de Universiteitsbibliotheek van Lyon

Een kymograaf bestaat uit een cirkelvormige trommel die met een vaste snelheid langzaam ronddraait. Op de trommel is een vel papier bevestigd dat met roet bedekt is. Daarvoor werd benzeen verbrand en door er zorg voor te dragen dat deze verbranding onvolledig was, kwam er erg veel roet vrij dat men op het papier liet neerslaan (zie de afbeelding.) Een metalen stift rust tegen het beroete papier en deze stift is met een hefboommechanisme aan het te onderzoeken voorwerp bevestigd, meestal een (deel van een) dierlijk orgaan of een spier. Bewegingen van het orgaan doen de stift bewegen, waardoor deze het roet wegkrast. Omdat de trommel draait, ontstaat er een lijn op het papier en worden de bewegingen van het orgaan in de tijd geregistreerd.
Na afloop van het experiment werd het papier voorzichtig van de trommel losgemaakt, werden er zo nodig notities op gemaakt en vervolgens werd de roetlaag met een laklaag gefixeerd.
Bij latere kymografen werd het beroete papier vervangen door gewoon papier en werd er een schrijfpen gebruikt.
Kymograaf betekent: schrijver van golven. Doordat de trommel voor een constante beweging eerst door een vallend gewicht aangedreven wordt, noemde men dit apparaat ook wel een valrotatorium. Later kwamen er door een motor aangedreven trommels op de markt. Een andere benaming voor een kymograaf was ook wel "de beroete trommel".